# Monophyllaea elongata
Monophyllaea elongata är en tvåhjärtbladig växtart som beskrevs av Brian Laurence Burtt. Monophyllaea elongata ingår i släktet Monophyllaea och familjen Gesneriaceae. Inga underarter finns listade i Catalogue of Life.